# هورکانوس

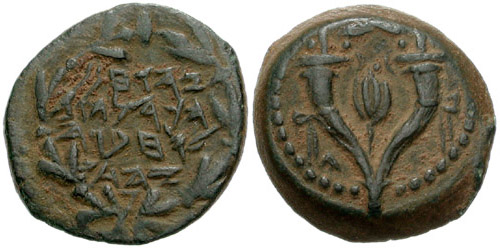
سکهٔ هورکانوس

یوحنا هورکانوس (به عبری: יוחנן הורקנוס؛ به یونانی: Ιωάννης Υρκανός) (مرگ ۱۰۴ پیش از میلاد) فرمانروا و پیشوای خاندان مکابی از ۱۳۴ پیش از میلاد تا زمان مرگش بود.
هورکانوس پسر شمعون مکابی بود. او هفت پسر داشت که تنها نام سه‌تایشان در تاریخ آمده‌است: آریستوبولوس یکم، آنتیگونوس یکم و الکساندر یانئوس. هورکانوس کوشید تا یهودیه را مستقل‌سازد، اگرچه در برابر آنتیوخوس هفتم کاری نتوانست از پیش‌برد، ولی با کشته‌شدن این پادشاه سلوکی به دست اشکانیان در ۱۲۸ پیش از میلاد، او توانست به خواسته‌هایش برسد و یهودیه را به عنوان قدرتی منطقه‌ای مطرح‌سازد.
هورکانوس همچنین توانست روابطی دیپلماتیک با امپراتوری روم و دودمان بطلمیوسی مصر برقرارسازد.

## نام
هورکانوس نامی‌است که از سوی یوسفوس فلاویوس بدین رهبر یهودی اطلاق شده‌است. دربارهٔ ریشهٔ آن اطلاع دقیقی در دست نیز، ولی از دید واژگانی نامی منتسب به گرگان(به یونانی: Hyrcania) می‌باشد. ممکن است این نام از سوی سلوکیان بدو داده شده‌باشد، زیرا تقریباً همزمان با زمام‌داری او کرانه‌های دریای مازندران به دست اشکانیان گشوده و از دست سلوکیان بیرون آمده‌بود.